# Roberto Hategan
Nicholas Roberto Hategan (* 26. April 2001 in Chicago, Illinois) ist ein US-amerikanischer Fußballspieler auf der Position eines Mittelfeldspielers.

## Vereinskarriere
Robert Hategan wurde als ältestes von drei Kindern von Luciano und Laura Hategan geboren. Die Familie zog später nach Kalifornien in die Metropolregion Sacramento. Nachdem er seine weiteren Lebensjahre in Roseville verbracht hatte, wurde er beim Nachwuchsausbildungsverein San Juan Soccer Club in Rancho Cordova angemeldet. Dort durchlief er sämtliche Spielklassen und wurde zur Saison 2015/16 in die Akademie des United-Soccer-League-Franchises Sacramento Republic aufgenommen.
Am 30. Juni 2017 gab das Franchise bekannt, den Offensivakteur als ersten eigenen Akademiespieler überhaupt unter Vertrag genommen zu haben. In der noch verhältnismäßig jungen Geschichte des Franchises war er nach Ryley Kraft, der erst kurz vor Saisonstart einen Profivertrag bei Orlando City B unterfertigt hatte, der erste zweite Akademiespieler von Sacramento Republic, der einen Profivertrag unterbreitet bekam. Sein Debüt im Profikader gab er daraufhin am 15. Juli bei einem Freundschaftsspiel gegen den CF Pachuca. Am 15. Oktober 2017 gab Hategan im letzten Spiel der United Soccer League 2017 sein Pflichtspieldebüt, als ihn Trainer Paul Buckle in der 89. Spielminute für Hayden Partain einwechselte. Auch im Spieljahr 2018 gehört er dem Profiteam, bei dem er im Vorjahr einen Zweijahresvertrag unterfertigt hatte, an. 
Ab Juli 2019 war Hategan für ein Jahr Teil der U-19-Mannschaft des 1. FC Nürnberg. Als aufgrund der COVID-19-Pandemie der Spielbetrieb eingestellt worden war, kehrte Hategan wieder nach Kalifornien zurück. Danach wurde er vereinslos; über seinen aktuellen Verbleib ist nichts bekannt (Stand: 27. Februar 2021).

## Nationalmannschaftskarriere
Noch während seiner Zeit beim San Juan Soccer Club schaffte Hategan den Sprung in die US-amerikanische U-14-Nationalauswahl. Unter dem U-14-Nationaltrainer Brian Johnson wurde er in den Jahren 2014 und 2015 mehrfach in die Nationalauswahl berufen. Im April 2016 holte ihn Shaun Tsakiris in die US-amerikanische U-16-Nationalmannschaft, die nach Europa reiste und am Tournament delle Nazioni teilnahm. Hier kam er in Spielen gegen die Alterskollegen aus England und Brasilien zum Einsatz.
Im Jahr 2018 wurde er in die U-18-Auswahl der Vereinigten Staaten berufen. Unter Trainer Omid Namazi nahm er an einem großen Trainingscamp im Januar 2018 teil und wurde Anfang Februar für zwei Testspiele gegen die costa-ricanische U-18-Nationalmannschaft einberufen. Nach einem Einsatz über eine Halbzeit im ersten Spiel erzielte er im zweiten Spiel den Führungstreffer beim 3:0-Sieg.